# 谢再兴
谢再兴（?—?），元末民变红巾军人物，朱元璋的部将，朱文正、徐達岳父，明成祖皇后徐氏之外祖父。

## 生平
六安人叶旺与合肥人马云同隶长枪军谢再兴，为千户。朱元璋派栾凤、谢再兴守卫诸全（今浙江省诸暨市）。栾凤为知州，谢再兴为院判。
1362年，张士诚派其弟张士信率军十万攻打诸全。栾凤与谢再兴力守，多次出奇兵挫敌。同佥胡德济自信州（今江西省上饶市）前去相救，乘敌人懈怠得入城，与栾凤、谢再兴分门而守。谢再兴再请增兵，李文忠扬言徐达右丞、邵荣平章将率大军前来。张士信军听说後害怕，想要夜逃。夜半，胡德济与谢再兴帅死士出敌不意，开门突击，砍入张士信营，击退张士信军。谢再兴部将到张士诚所辖的杭州（今浙江省杭州市）做买卖。朱元璋怕泄露己方虚实，于是怒杀部将，召回谢再兴，以参军李梦庚总制诸全军事。既而感念谢再兴之功，让侄子朱文正娶谢再兴长女，命徐达娶谢再兴次女。再次派谢再兴守诸全。
谢再兴不服李梦庚比自己官大。于是1363年四月乙丑，谢再兴反叛，杀栾凤，抓住李梦庚，投降张士诚，李梦庚也被杀。朱元璋以谢再兴多次有功，叛变并非其志，所以栾凤与李梦庚都没有恤恩。九月，谢再兴带领张士诚兵攻打朱元璋的东阳（今浙江省东阳市）。左丞李文忠令胡深引兵为前锋，谢再兴败逃。
1364年秋，朱元璋军伐吴，李文忠帅朱亮祖等攻余杭（今浙江省杭州市余杭区）。守将谢五，谢再兴之弟，劝降许他不死。谢五与谢再兴五子出降。朱元璋随即把谢五等人押赴京城（当是南京）。李文忠上奏恐失信于人，后无肯降者。朱元璋说：“谢再兴是我亲家，反背我降张士诚，情不可恕”。仍将谢五凌迟了。

## 女儿
- 长女，嫁朱文正[2]，生靖江王朱守谦
- 次女，嫁徐达[2]，生徐皇后、徐增寿，有谢夫人拒嫁女明成祖的传说